# Wereldkampioenschap wegrace 1962
Het wereldkampioenschap wegrace seizoen 1962 was het veertiende in de geschiedenis van het door de FIM georganiseerde wereldkampioenschap wegrace.

## Algemeen
In 1962 breidden de Japanse fabrikanten Honda en Suzuki hun activiteiten flink uit. Suzuki ontwikkelde met hulp van Ernst Degner de 50cc-RM 62 met acht versnellingen. Honda richtte zich op de 125-, de 250- en de 350cc-klasse en werd het eerste merk in de geschiedenis dat de eerste vier plaatsen in een wereldkampioenschapsklasse bezette. Dat was de 125cc-klasse. Door de snelle opkomst van Honda verdween meteen alle spanning uit het wereldkampioenschap. Alle klassen waarmee de Japanners zich bemoeiden werden meteen beheerst. Honda had nog geen 500cc-racer en bij gebrek aan concurrentie bleef MV Agusta daar nog koning. Alleen de nieuwe 50cc-klasse was spannend, zij speelde zich vooral af tussen het meer ervaren team van Kreidler en Suzuki, dat gebruik maakte van de kennis die Ernst Degner uit de DDR had meegebracht. 

### FIM
De Fédération Internationale de Motocyclisme verving de Grand Prix van Zweden door de Grand Prix van Finland.

## Merken/teams
- CKEB bracht voor het eerst motorfietsen uit Rusland aan de start, maar alleen in de GP van de DDR, de 250 cc CKEB S-259 en de 350 cc CKEB S-360.
- Door de overmacht die Honda in 1961 had getoond was er geen behoefte aan grote wijzigingen. Integendeel: de 250cc-RC 162 was snel én heel betrouwbaar gebleken en zijn opvolger RC 163 kreeg alleen iets grotere koelribben om de betrouwbaarheid nog te verhogen. Het vermogen steeg licht, naar 46 pk bij 14.000 tpm. De 125cc-RC 145 was wel vernieuwd en eigenlijk een halve RC 163. De machine leverde nu 24 pk, goed voor de eerste drie plaatsen in het wereldkampioenschap. In de 350cc-klasse verscheen de nieuwe Honda RC 170, die slechts 284 cc mat en die gedurende het seizoen vervangen werd door de Honda RC 171 van 339 cc. In de 50cc-klasse besloot Honda ook meteen in te stappen met de RC 110, die al snel werd opgevolgd door de RC 111. Beide machines konden met hun eencilinderviertaktmotoren echter niet op tegen de Kreidler van Hans Georg Anscheidt en vooral de Suzuki RM 62 die met hulp van Ernst Degner met de (gestolen) techniek van MZ-constructeur Walter Kaaden was uitgerust. Honda verloor tijdens dit seizoen twee van haar fabrieksrijders: Bob McIntyre verongelukte op 11 augustus met een Norton Manx op Oulton Park en Tom Phillis verongelukte al op 8 juni met een Honda RC 170 op het eiland Man.
- Kreidler trad als enige "ervaringsdeskundige" aan in de 50cc-klasse, nadat het in 1961 de Coupe d'Europe gewonnen had. Het moest echter het hoofd buigen voor Suzuki en zou pas in het seizoen 1971 voor het eerst wereldkampioen worden.
- MV Agusta was in de 500cc-klasse zonder concurrentie. Het gaf echter de strijd in de 350cc-klasse op toen Mike Hailwood nog verre van kansloos was.
- MZ had een zware slag gehad door de vlucht van Ernst Degner in 1961. Niet alleen had Degner genoeg technische tekeningen en kennis mee naar Suzuki genomen om meteen wereldkampioen 50 cc te worden, de Duitse Democratische Republiek liet uit angst voor meer vluchtpogingen haar eigen fabrieksrijders niet zomaar naar het buitenland gaan. Hans Fischer mocht naar de Finse Grand Prix en verder gaf men af en toe machines aan buitenlandse coureurs als Mike Hailwood en aan het einde van het seizoen Alan Shepherd, die er tamelijk succesvol mee waren.
- Suzuki werkte nog hard aan de toepassing van de techniek met roterende inlaten en de expansiepijpen die Ernst Degner uit de Duitse Democratische Republiek had meegebracht. Het eerst was de 50cc-RM 62 aan de beurt en Degner werd er wereldkampioen mee. De 125cc-RT 62 had die techniek nog niet maar de RT 62D(egner), uitsluitend bestemd voor Ernst Degner, wel. De 250cc-RV 62 was niet betrouwbaar, feitelijk waren de problemen van de MZ RE 250 in deze machine overgenomen.
- Yamaha gebruikte dit seizoen om de RD 48 door te ontwikkelen tot de RD 56, waarmee Fumio Ito in de Japanse Grand Prix derde werd. Die GP telde niet mee voor het wereldkampioenschap.

## Coureurs
- Ernst Degner was in 1961 met hulp van Suzuki gevlucht uit de DDR en werkte nu hard mee aan de ontwikkelingen van de nieuwe Suzuki's met de MZ-techniek van Walter Kaaden die hij bij zijn vlucht had meegenomen. Het resulteerde in de wereldtitel in de 50cc-klasse.
- Helmut Fath had na een ernstig ongeval in 1961 waarbij bakkenist Alfred Wohlgemuth het leven verloor zijn zijspancombinatie verkocht, maar trad op als tuner voor Florian Camathias.
- Umberto Masetti had zijn carrière al enkele jaren geleden beëindigd, maar omdat hij nu in Chili woonde vroeg Moto Morini hem voor dit merk te rijden in de Grand Prix van Argentinië.
- Tommy Robb begon voor Honda in de 50- en de 125cc-klasse, maar na het overlijden van Bob McIntyre verving hij die in de 250- en de 350cc-klasse. Met veel succes: hij won meteen de 250cc-race van de Ulster Grand Prix en sloot het 350cc-kampioenschap als tweede af.
- Alan Shepherd was in de 500cc-klasse met zijn Matchless G50 vaak tweede achter Mike Hailwood met de MV Agusta. Toen MV Agusta niet naar de GP van Finland ging won hij daar. Met enkele gastoptredens met de fabrieks-MZ's legde hij de basis voor de samenwerking in de komende jaren.
- Arthur Wheeler reed als 47-jarige zijn laatste maar ook zijn beste seizoen. Met zijn zeven jaar oude Moto Guzzi 250 Bialbero sprokkelde hij bijna overal een paar punten bij elkaar, maar toen geen enkel topteam naar de Grand Prix van Argentinië kwam won hij daar de 250cc-race en eindigde hij als derde in het WK.

### Gestopt
- Horst Burkhardt beëindigde zijn carrière nadat hij tijdens de Sidecar TT een aantal botbreuken opliep.
- Gary Hocking stopte met wegracen na de dood van Tom Phillis, stapte over naar de Formule 1 en verongelukte op 21 december tijdens de training in Durban.

### Overleden
- Libero Liberati verongelukte op 5 maart vlak bij zijn huis toen hij zijn Gilera Saturno aan het testen was.
- Op 6 juni verongelukte Tom Phillis met een Honda RC 170 tijdens de Junior TT. Hij werd postuum vierde in het wereldkampioenschap 250 cc en dertiende in het wereldkampioenschap 125 cc.
- Op 6 augustus kreeg Bob McIntyre een ongeluk tijdens een nationale race voor het Britse kampioenschap op Oulton Park. Hij overleed op 15 augustus aan de gevolgen daarvan. Hij werd postuum tweede in het wereldkampioenschap 250 cc en zestiende in het wereldkampioenschap 125 cc. Zowel Phillis als McIntyre reden in dat jaar voor Honda.
- Op 19 augustus verongelukte de Britse zijspancoureur Harold Scholes tijdens een race op Brands Hatch.

|         | 1e | 2e | 3e | 4e | 5e | 6e |
| ------- | -- | -- | -- | -- | -- | -- |
| Punten: | 8  | 6  | 4  | 3  | 2  | 1  |

|               | 50 cc | 125 cc | 250 cc | 350 cc | 500 cc | Zijspan |
| ------------- | ----- | ------ | ------ | ------ | ------ | ------- |
| Aantal races: | 10    | 11     | 10     | 6      | 8      | 6       |
| Tellend:      | 6     | 6      | 6      | 4      | 5      | 4       |

In de 500cc-klasse werden acht, in de 350cc-klasse zes, in de 250cc-klasse tien, in de 125cc-klasse elf, in de 50cc-klasse tien en in de zijspanklasse zes wedstrijden gereden. Bij een even aantal wedstrijden werd het aantal wedstrijden gehalveerd en daar werd er één bij opgeteld. Bij een oneven aantal wedstrijden werd er één wedstrijd bij opgeteld en daarna werd het aantal gehalveerd.

## Races
GP van Spanje, Montjuïc
De Spaanse Grand Prix werd verreden voor 250.000 toeschouwers, die in deze honderdste WK-Grand Prix het eerste optreden zagen van de 50cc-klasse. Tijdens deze Grand Prix debuteerden onder meer Hans Georg Anscheidt (met een overwinning), Jean-Pierre Beltoise, José Maria Busquets, Benedicto Caldarella, Stuart Graham, Rudolf Kunz, Gilberto Parlotti en Giuseppe Visenzi. Tussen de WK-races door reed ook de Spaanse nationale 125cc-sportklasse. Die race werd gewonnen door Ramón Torras (Bultaco). Ernst Degner, wiens DDR-licentie na zijn vlucht naar het Westen was ingetrokken, reed vanaf nu met een West-Duitse licentie.
GP van Frankrijk, Clermont-Ferrand
De 350cc-klasse en de 500cc-klasse kwamen ook hier niet aan de start. Jan Huberts (Kreidler RS) werd de eerste Nederlander die een WK-race wist te winnen.
Isle of Man TT, Mountain Course
De TT van Man werd overschaduwd door twee dodelijke ongevallen. Het was het debuut van de 350cc-Honda RC 170 en met een dergelijke machine verongelukte Tom Phillis in de tweede ronde van de Junior TT bij Laurel Bank. Tijdens dezelfde race verongelukte Colin Meehan met een AJS 7R bij Union Mills. De dood van Phillis zou zijn vriend Gary Hocking ertoe bewegen na de TT van Man onmiddellijk te stoppen met motorraces. Ook Kunimitsu Takahashi stopte met motorraces nadat hij in de Lightweight 125 cc TT ernstig gewond raakte en hetzelfde overkwam Horst Burkhardt, die uit het zijspan van Florian Camathias viel. Er werden enkele kleine mijlpalen bereikt: zowel in de Lightweight 125 cc TT (Luigi Taveri) als in de Sidecar TT (Max Deubel/Emil Hörner) werd de eerste ronde met een gemiddelde boven 90 mijl per uur gereden. Gary Hocking reed in de Senior TT de eerste ronde boven 100 mijl per uur met staande start, Chris Vincent en Eric Bliss scoorden de eerste overwinning voor een BSA in de TT en Beryl Swain was de eerste vrouwelijke deelnemer in een soloklasse.
Dutch TT, Assen
De TT van Assen miste voor de start al enkele belangrijke spelers. Tom Phillis was tijdens de Isle of Man TT verongelukt en daardoor besloot Gary Hocking om onmiddellijk te stoppen met racen. Kunimitsu Takahashi de winnaar van de eerste twee GP's, herstelde nog van zijn ernstige verwondingen die hij in dezelfde TT had opgelopen, maar zou dit jaar niet meer racen. Bakkenist Horst Burkhardt was tijdens de Sidecar TT uit het zijspan van Florian Camathias gevallen en zodanig gewond geraakt dat ook zijn carrière moest beëindigen. Camathias maakte het seizoen af met de Brit Harry Winter.
Ulster Grand Prix, Dundrod
Tijdens de trainingen voor de Ulster Grand Prix waaide het zo hard, dat een aantal coureurs onmogelijk een tijd konden rijden die toegang zou geven voor de start. De jury van de ACU moest ingrijpen en deze rijders alsnog een start geven. Het ernstige ongeval van Bob McIntyre op 6 augustus op Oulton Park drukte een stempel op de Grand Prix. McIntyre stond op de tweede plaats in de WK-stand van de 250cc-klasse, maar lag nu op sterven. Honda verving hem door Tommy Robb in de 250- en de 350cc-klasse. Robb deed dat erg goed: hij won zijn eerste 250cc-race voor Honda en werd derde in zijn eerste 350cc-race.
GP van de DDR, Sachsenring
Voor de 500cc-klasse was dit de honderdste WK-race (de eerste was de Senior TT van 1949). De Grand Prix moest het doen zonder de voormalig DDR-ster Ernst Degner, die met hulp van Suzuki uit de DDR was gevlucht en niet meer terug kon komen. Jim Redman kwam als wereldkampioen 250 cc naar de DDR; hij was definitief wereldkampioen geworden op woensdag 15 augustus toen zijn enige concurrent Bob McIntyre in het ziekenhuis van Chester overleed. Voor het eerst verschenen er motorfietsen uit de Sovjet-Unie aan de start in het WK. Nikolaj Sevast'ânov scoorde met de CKEB-viercilinders punten in de 250- en de 350cc-klasse.
Nations GP, Monza
De GP des Nations werd verreden voor 40.000 toeschouwers. Opmerkelijk was de afwezigheid van MV Agusta in de 350cc-race, terwijl Mike Hailwood nog een goede kans op de wereldtitel maakte.
GP van Finland, Tampere
De Finse Grand Prix had voor het eerst WK-status, maar werd al sinds 1948 georganiseerd. In 1962 verving ze de Grand Prix van Zweden. Alan Shepherd was het meest succesvol: hij beklom het erepodium drie keer.
GP van Argentinië, Buenos Aires
Nadat de Argentijnse Grand Prix in het seizoen 1961 al mager bezet was geweest, was het nu nog erger omdat naast MV Agusta ook Honda er geen belang meer bij had. Omdat de 50cc-titel nog open was namen alleen de fabrieksteams van Suzuki en Kreidler de moeite om naar Argentinië af te reizen. Dat gaf de Zuid-Amerikanen wel de kans om punten te scoren.

## 500cc-klasse
De 500cc-klasse was in 1962 nog steeds het domein van MV Agusta, dat aanvankelijk twee machines inzette, voor Gary Hocking en Mike Hailwood. De eerste wedstrijd, de Senior TT werd ermee gewonnen door Gary Hocking. Hocking voelde zich niet prettig bij MV Agusta, wellicht zelfs niet meer in de motorsport. Na de dood van zijn vriend Tom Phillis in de Junior TT hakte hij de knoop definitief door en stopte met wegracen. Aan het einde van het seizoen trainde hij al met een Lotus-Climax Formule 1-auto. In december verongelukte hij tijdens de Formule 1 training in Durban. Remo Venturi kreeg een tweede machine voor de race in Monza en werd daar tweede achter Hailwood. Die laatste was in de Senior TT twaalfde geworden door problemen met de eerste versnelling en de koppeling, maar won daarna alle wedstrijden waarin hij startte. Concurrentie had MV Agusta dan ook niet: vrijwel alle andere rijders startten op kansloze, verouderde eencilinders zoals de Matchless G50 en de Norton Manx. Er waren slechts enkele vreemde eenden in de bijt: František Šťastný met de Jawa, wat Gilera Saturno's en BSA Gold Stars en Arthur Wheeler, die Moto Guzzi nog steeds trouw bleef maar kansloos was met de vijf jaar oude Monocilindrica 500. Alan Shepherd (Matchless G50) grossierde in podiumplaatsen en werd "best of the rest" vóór Phil Read (Norton Manx) die zelfs slechts in drie wedstrijden gefinisht was. 
Isle of Man TT, Mountain Course
De Senior TT begon met een hevig gevecht tussen Gary Hocking en Mike Hailwood. Na de eerste ronde had Hocking 1,6 seconde voorsprong, maar daarna kreeg Hailwood problemen. Hij verloor eerst zijn eerste versnelling en moest daarna 13 minuten in de pit wachten tot zijn koppeling gerepareerd was. Hij finishte als twaalfde. Hocking won de race en toonde hoe sterk de MV Agusta 500 4C was. Ellis Boyce werd met een Norton Manx tweede met bijna tien minuten achterstand en vlak voor Fred Stevens (Norton).
GP van België, Spa-Francorchamps
Mike Hailwood had geen enkele moeite om de Belgische GP te winnen. Het publiek moest bijna twee minuten wachten totdat Alan Shepherd zijn Matchless G50 over de streep bracht, voor Tony Godfrey met zijn Norton. Voor Alan Shepherd zou het een keerpunt zijn: hij klom ineens van de achtste naar de tweede plaats in het wereldkampioenschap en zou die plaats ook vasthouden.
Ulster Grand Prix, Dundrod
Mike Hailwood won opnieuw zonder problemen de 500cc-race, maar de opvallendste prestatie was van Alan Shepherd, wiens Matchless G50 kennelijk erg snel was. Hij had weliswaar bijna vier minuten achterstand op Hailwood, maar bleef de Nortons opnieuw ruim voor en bevestigde zijn tweede plaats in de WK-stand. Phil Read (Norton) werd derde en drong tot de top drie in het klassement door, gelijk met de inmiddels gestopte Gary Hocking. Een opvallende deelnemer was de inmiddels 51 jaar oude oud-zijspankampioen Eric Oliver, die met een 350cc-AJS 7R deelnam maar uitviel.
GP van de DDR, Sachsenring
De 500cc-race werd een eenvoudige prooi voor Mike Hailwood. Het was zijn vierde overwinning op rij, maar Alan Shepherd werd voor de derde keer tweede, waardoor hij zijn tweede positie in de WK-stand verstevigde. Bert Schneider werd derde en klom daardoor ook naar de derde plaats in de WK-stand ten koste van de gestopte Gary Hocking en Phil Read, die niet deelnam.
Nations GP, Monza
MV Agusta concentreerde zich volledig op de 500cc-race, waarin ook Remo Venturi aan de start kwam. Venturi finishte slechts 0,5 seconde achter Mike Hailwood, die zijn wereldtitel veilig stelde. Alle andere coureurs werden op minstens een ronde achterstand gereden. Derde werd Silvio Grassetti met de tweecilinder Bianchi. Alan Shepherd kon zijn succesreeks niet voortzetten. Hij werd slechts negende, maar zijn tweede plaats in de WK-stand kwam niet in gevaar. Phil Read werd vierde en nam de derde plaats in de WK-stand over van Bert Schneider.
GP van Finland, Tampere
In de 500cc-race stonden slechts achttien deelnemers aan de start. Het team van MV Agusta verscheen niet omdat de wereldtitel toch al binnen was. MV-rijder Mike Hailwood had daarom op privébasis ingeschreven met een Norton, maar hij raakte in de 125cc-training geblesseerd en kon niet starten. Alan Shepherd toonde opnieuw aan dat hij "best of the rest" was en won met zijn Matchless G50, waardoor zijn tweede plaats in de WK-stand nu definitief was. Sven-Olov Gunnarsson werd tweede voor František Šťastný.
GP van Argentinië, Buenos Aires
Slechts twee Europeanen waren afgereisd om aan de 500cc-race deel te nemen. Arthur Wheeler, die met zijn verouderde Moto Guzzi Monocilindrica 500 kansen zag, en Bert Schneider, in een poging de derde plaats in de WK-stand te heroveren op Phil Read. Beiden vielen echter uit. De Argentijn Benedicto Caldarella (Matchless) won voor zijn landgenoten Juan Carlos- en Eduardo Salatino.

### Uitslagen 500cc-klasse
|   | Datum        | Race              | Circuit           | 1e                   | 2e                   | 3e                | Snelste ronde        |
| - | ------------ | ----------------- | ----------------- | -------------------- | -------------------- | ----------------- | -------------------- |
| 1 | 8 juni       | Isle of Man TT    | Mountain Course   | Gary Hocking         | Ellis Boyce          | Fred Stevens      | Gary Hocking         |
| 2 | 30 juni      | Dutch TT          | Assen             | Mike Hailwood        | Derek Minter         | Phil Read         | Mike Hailwood        |
| 3 | 8 juli       | GP van België     | Spa-Francorchamps | Mike Hailwood        | Alan Shepherd        | Tony Godfrey      | Mike Hailwood        |
| 4 | 11 augustus  | Ulster Grand Prix | Dundrod           | Mike Hailwood        | Alan Shepherd        | Phil Read         | Mike Hailwood        |
| 5 | 19 augustus  | GP van de DDR     | Sachsenring       | Mike Hailwood        | Alan Shepherd        | Bert Schneider    | Mike Hailwood        |
| 6 | 9 september  | GP des Nations    | Monza             | Mike Hailwood        | Remo Venturi         | Silvio Grassetti  | Remo Venturi         |
| 7 | 23 september | GP van Finland    | Tampere           | Alan Shepherd        | Sven-Olof Gunnarsson | František Šťastný | Alan Shepherd        |
| 8 | 14 oktober   | GP van Argentinië | Buenos Aires      | Benedicto Caldarella | Juan Carlos Salatino | Eduardo Salatino  | Benedicto Caldarella |

### Eindstand 500cc-klasse
| Pos. | Coureur              | Motorfiets | Ptn. |
| ---- | -------------------- | ---------- | ---- |
| 1    | Mike Hailwood        | MV Agusta  | 40   |
| 2    | Alan Shepherd        | Matchless  | 29   |
| 3    | Phil Read            | Norton     | 11   |
| 4    | Bert Schneider       | Norton     | 10   |
| 5    | Gary Hocking         | MV Agusta  | 8    |
| 5    | Benedicto Caldarella | Matchless  | 8    |
| 7    | Tony Godfrey         | Norton     | 7    |
| 7    | Paddy Driver         | Norton     | 7    |
| 7    | František Šťastný    | Jawa       | 7    |
| 10   | Ellis Boyce          | Norton     | 6    |
| 10   | Derek Minter         | Norton     | 6    |
| 10   | Remo Venturi         | MV Agusta  | 6    |
| 10   | Sven-Olof Gunnarsson | Norton     | 6    |
| 10   | Juan Carlos Salatino | Norton     | 6    |

| Pos. | Coureur          | Motorfiets | Ptn. |
| ---- | ---------------- | ---------- | ---- |
| 15   | Fred Stevens     | Norton     | 5    |
| 16   | Silvio Grassetti | Bianchi    | 4    |
| 16   | Eduardo Salatino | Norton     | 4    |
| 18   | Ron Langston     | Norton     | 3    |
| 18   | Anssi Resko      | Matchless  | 3    |
| 18   | Pablo Gamberini  | Matchless  | 3    |
| 21   | Roy Ingram       | Norton     | 2    |
| 21   | Jack Findlay     | Norton     | 2    |
| 21   | Harald Karlsson  | Norton     | 2    |
| 21   | Amleto Pomesano  | Norton     | 2    |
| 25   | Roland Föll      | Matchless  | 2    |
| 26   | Brian Setchell   | Norton     | 1    |
| 26   | Ray Spence       | Norton     | 1    |
| 26   | Manuel Soler     | Norton     | 1    |

### Constructeurstitel 500cc-klasse
| Pos. | Constructeur | Ptn.    |
| ---- | ------------ | ------- |
| 1    | MV Agusta    | 48      |
| 2    | Matchless    | 37      |
| 3    | Norton       | 28 (39) |
| 4    | Jawa         | 7       |
| 5    | Bianchi      | 4       |

(Punten tussen haakjes zijn inclusief streepresultaten)

## 350cc-klasse

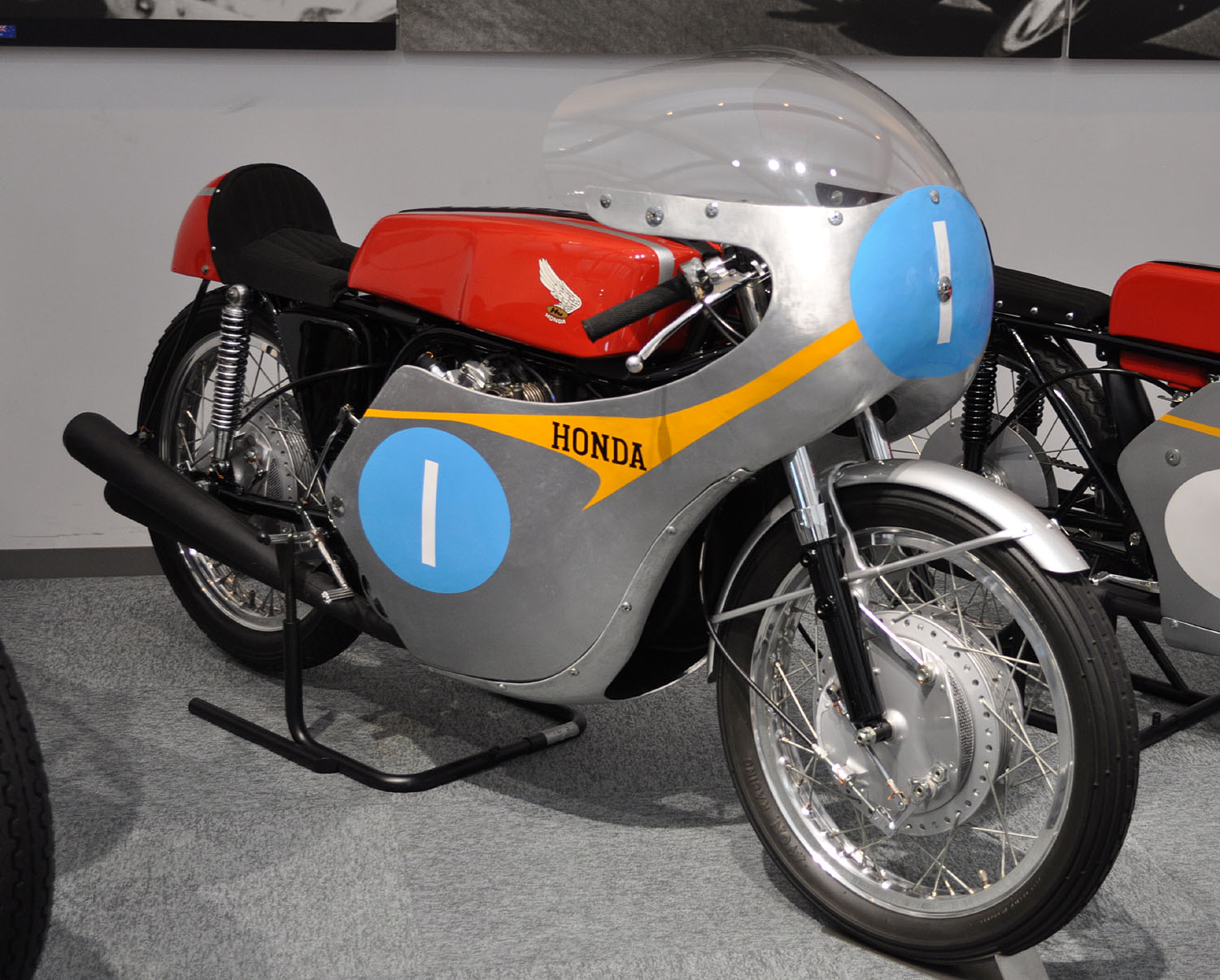
350cc-Honda RC 171

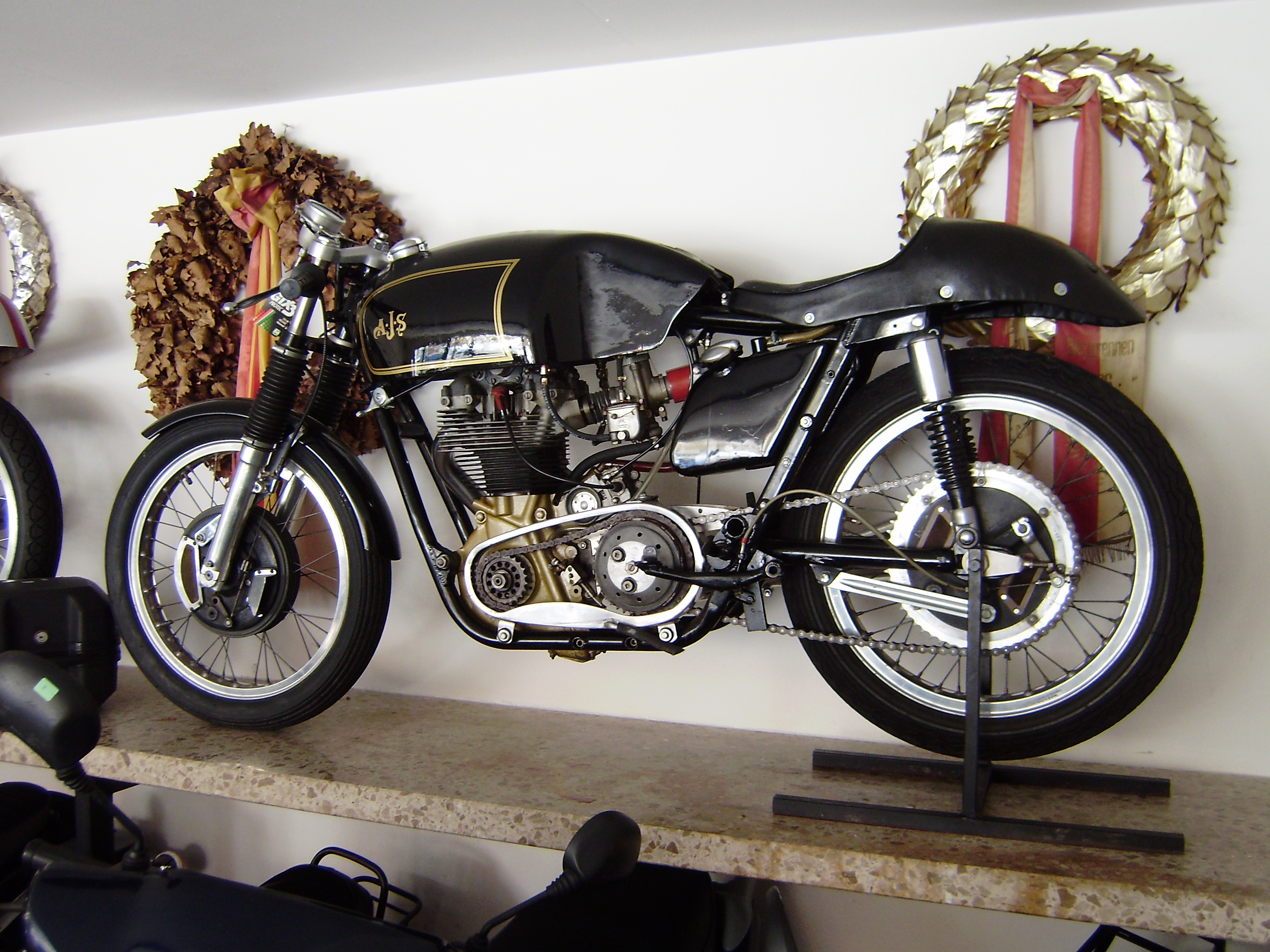
350cc-AJS Boy Racer

Honda boorde voor het seizoen 1962 de 250cc-RC 162 op tot 47 mm waardoor de cilinderinhoud op 284,5cc kwam. Dit was de RC 170. Met die machine kwamen Bob McIntyre en Tom Phillis uit in de Junior TT. Phillis verongelukte tijdens die race en ook McIntyre haalde de finish niet. Jim Redman wist er de TT van Assen mee te winnen. Tijdens de Ulster Grand Prix kwamen Redman en Tommy Robb aan de start met een nieuwe versie, de RC 171. De boring bedroeg nu 49 mm, maar ook het carter en de krukas waren aangepast, zodat de slag 45 mm bedroeg en de cilinderinhoud 339,4cc. Redman werd eerste en Robb derde. Vanaf dat moment gaf Honda geen wedstrijd meer uit handen: Redman won ook de Grand Prix van de DDR en de GP des Nations en Robb won de Finse GP. Redman werd wereldkampioen vóór Robb en Mike Hailwood (MV Agusta). 
Isle of Man TT, Mountain Course
In de Junior TT vochten Mike Hailwood en Gary Hocking met hun MV Agusta 350 4C's een hevige strijd uit. Hocking zette de toon met de eerste ronde met staande start met meer dan 100 mijl per uur gemiddeld. Hij leidde toen met tien seconden voorsprong. Honda-coureur Tom Phillis was derde, maar hij viel in de tweede ronde bij Laurel Bank en overleed korte tijd later. Hailwood reed een nieuw ronderecord en reed het gat met Hocking dicht. Halverwege had hij tien seconden gewonnen op Hocking. Ze stopten naast elkaar om te tanken. Daarna won Hailwood nog een seconde en reden ze in dezelfde tijd. Hocking kreeg wat mechanische problemen, maar in de laatste ronde lagen ze bij Ramsey nog naast elkaar. In de laatste 20 kilometer over de snelle Mountain Section wist Hailwood nog vijf seconden te winnen. Hocking werd tweede en František Šťastný (Jawa) werd met zeven minuten achterstand derde. Het debuut van de viercilinder Honda RC 170 viel in het water. Niet alleen door het ongeval van Phillis, maar ook Bob McInyre viel uit.
Ulster Grand Prix, Dundrod
In Ulster trad Honda aan met een verbeterde 350cc-race, de RC 171, die nu 339,4 cc mat. Nog steeds een echte 3½, maar toch al groter dan de 284,5cc-grote RC 170.
Mike Hailwood (MV Agusta 350 4C) reed de snelste ronde, maar moest opgeven. Jim Redman profiteerde daar optimaal van: hij won de race en nam de leiding in de WK-stand van Hailwood over. "Franta" Šťastný werd met zijn Jawa tweede en Tommy Robb - voor het eerst op de 350cc-Honda, werd derde.
GP van de DDR, Sachsenring
Met zijn derde overwinning in de 350cc-klasse liep Jim Redman weer verder weg van Mike Hailwood, die tweede werd. Tommy Robb reed (als vervanger van Bob McIntyre) pas zijn tweede 350cc-race, maar stond opnieuw op het podium. Nikolaj Sevast'ânov werd met de Russische CKEB S-360 zesde.
Nations GP, Monza
Hoewel Mike Hailwood nog kans maakte op de wereldtitel, liet MV Agusta hem niet in de 350cc-race starten. Met zijn overwinning stelde Jim Redman zijn wereldtitel zeker. Tommy Robb bleef als vervanger van de overleden Bob McIntyre goed presteren. Hij werd tweede voor Silvio Grassetti met de tweecilinder Bianchi.
GP van Finland, Tampere
Tommy Robb won de 350cc-race voor stalgenoot Jim Redman. Alan Shepherd had van MZ een RE 300 ter beschikking gekregen en scoorde daarmee de eerste punten voor dit merk in de 350cc-klasse.

### Uitslagen 350cc-klasse
|   | Datum        | Race              | Circuit         | 1e            | 2e                | 3e                | Snelste ronde    |
| - | ------------ | ----------------- | --------------- | ------------- | ----------------- | ----------------- | ---------------- |
| 1 | 8 juni       | Isle of Man TT    | Mountain Course | Mike Hailwood | Gary Hocking      | František Šťastný | Mike Hailwood    |
| 2 | 30 juni      | Dutch TT          | Assen           | Jim Redman    | Mike Hailwood     | Silvio Grassetti  | Silvio Grassetti |
| 3 | 11 augustus  | Ulster Grand Prix | Dundrod         | Jim Redman    | František Šťastný | Tommy Robb        | Mike Hailwood    |
| 4 | 19 augustus  | GP van de DDR     | Sachsenring     | Jim Redman    | Mike Hailwood     | Tommy Robb        | Jim Redman       |
| 5 | 9 september  | GP des Nations    | Monza           | Jim Redman    | Tommy Robb        | Silvio Grassetti  | Jim Redman       |
| 6 | 23 september | GP van Finland    | Tampere         | Tommy Robb    | Jim Redman        | Alan Shepherd     | Tommy Robb       |

### Eindstand 350cc-klasse
| Pos. | Coureur           | Motorfiets | Ptn.    |
| ---- | ----------------- | ---------- | ------- |
| 1    | Jim Redman        | Honda      | 32 (38) |
| 2    | Tommy Robb        | Honda      | 22      |
| 3    | Mike Hailwood     | MV Agusta  | 20      |
| 4    | František Šťastný | Jawa       | 16      |
| 5    | Silvio Grassetti  | Bianchi    | 8       |
| 6    | Alan Shepherd     | AJS / MZ   | 7       |
| 7    | Gustav Havel      | jawa       | 7       |
| 8    | Gary Hocking      | MV Agusta  | 6       |
| 9    | Mike Duff         | AJS        | 5       |

| Pos. | Coureur              | Motorfiets | Ptn. |
| ---- | -------------------- | ---------- | ---- |
| 10   | Roy Ingram           | Norton     | 3    |
| 10   | Sven-Olof Gunnarsson | Norton     | 3    |
| 12   | Derek Minter         | Norton     | 2    |
| 12   | Taneli Lepo          | AJS        | 2    |
| 14   | Hugh Anderson        | AJS        | 1    |
| 14   | Phil Read            | Norton     | 1    |
| 14   | Nikolaj Sevast'ânov  | CKEB       | 1    |
| 14   | Arthur Wheeler       | Moto Guzzi | 1    |
| 14   | Moto Kitano          | Honda      | 1    |

(Punten tussen haakjes zijn inclusief streepresultaten)

### Constructeurstitel 350cc-klasse
| Pos. | Constructeur | Ptn.    |
| ---- | ------------ | ------- |
| 1    | Honda        | 32 (40) |
| 2    | MV Agusta    | 20      |
| 3    | Jawa         | 16 (19) |
| 4    | Bianchi      | 8       |
| 5    | Norton       | 8       |
| 6    | AJS          | 8       |
| 7    | MZ           | 4       |
| 8    | CKEB         | 1       |
| 8    | Moto Guzzi   | 1       |

(Punten tussen haakjes zijn inclusief streepresultaten)

## 250cc-klasse

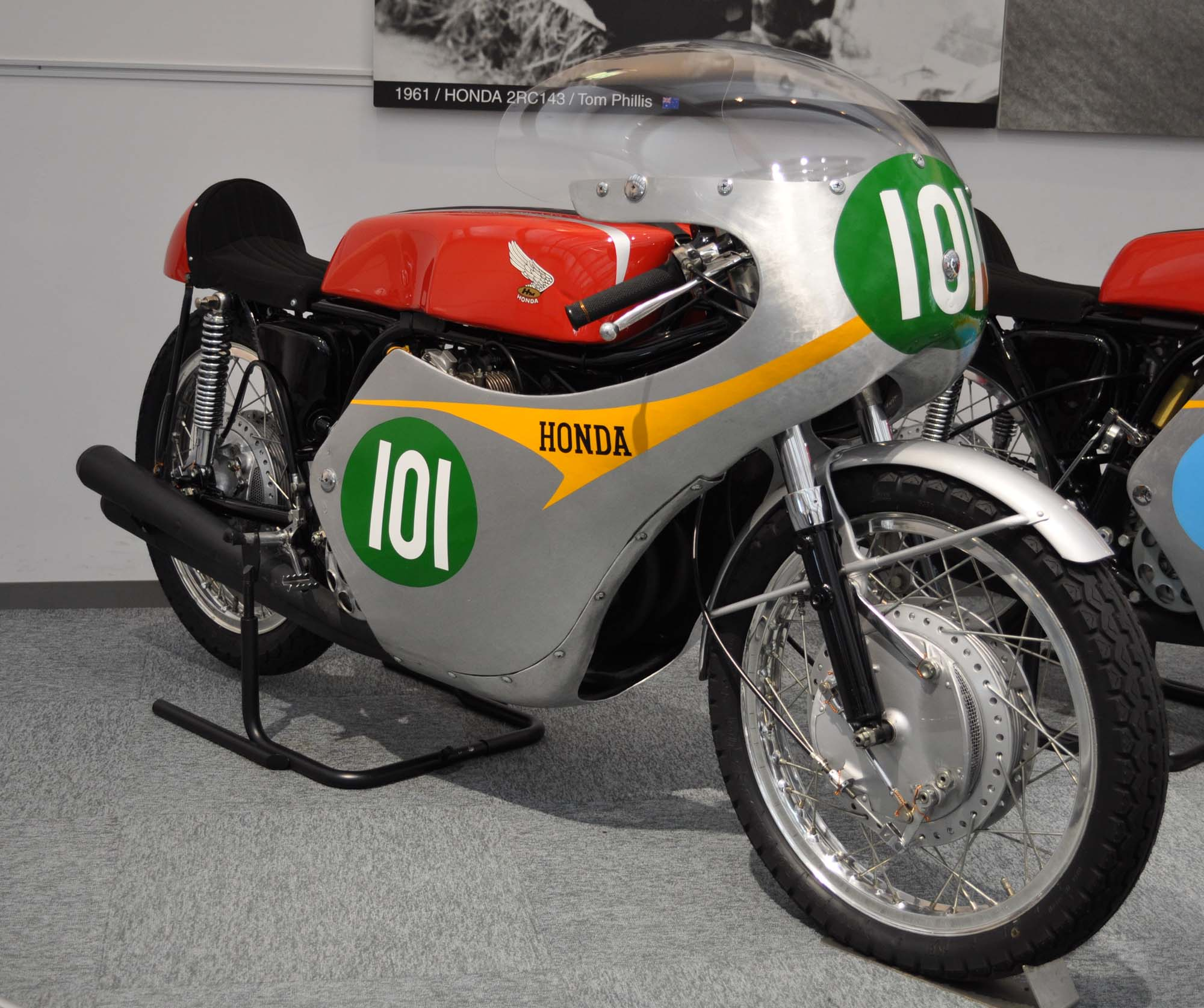
250cc-Honda RC 163

In 1962 stelde MZ in de eigen Grand Prix op de Sachsenring een 250cc-machine ter beschikking aan Mike Hailwood. Die vocht een verbeten gevecht uit met Jim Redman (Honda) maar werd uiteindelijk tweede. Verder had de Honda RC 163 geen concurrentie. Alleen in de laatste GP (Argentinië), waar Honda niet aan de start verscheen, kon Arthur Wheeler met een Moto Guzzi Bialbero 250 winnen. Dit was een verouderde machine, die een facelift had gehad en uiteindelijk derde in het WK werd. De wereldtitel ging naar Jim Redman, die zes van de tien wedstrijden gewonnen had. De beoogd fabrieksrijder Silvio Grassetti testte er slechts mee maar won ook een internationale race in Cesenatico. Bob McIntyre reed zes wedstrijden voor Honda, maar verongelukte op 6 augustus met nog vier GP's te gaan. Desalniettemin werd hij postuum tweede in het wereldkampioenschap 250 cc. 
GP van Spanje, Montjuïc
De Honda RC 163 was bijna identiek aan voorganger RC 162, maar al in deze race onverslaanbaar. Jim Redman, Bob McIntyre en Tom Phillis reden de concurrentie op twee ronden. Ernst Degner, Hugh Anderson en Frank Perris verschenen met de Suzuki RV 62, maar ze vielen allemaal uit.
GP van Frankrijk, Clermont-Ferrand
De eerste vier finishers waren exact dezelfde als in de Spaanse Grand Prix: Jim Redman voor Bob McIntyre, Tom Phillis en Dan Shorey. Het gaf Redman een grote voorsprong in de WK-stand en opnieuw bleek dat de Honda RC 163 niet te kloppen was. De podiumrijders maakten het spannend en finishten binnen een halve seconde, terwijl Shorey (Bultaco TSS 125) een ronde achterstand opliep.
Isle of Man TT, Mountain Course

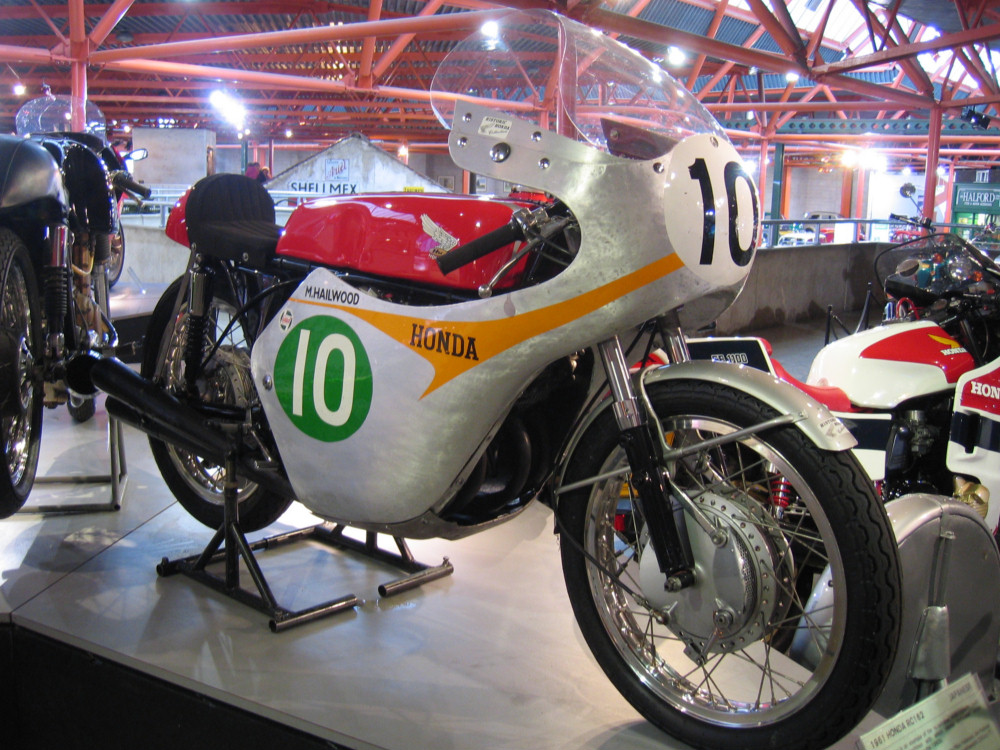
Derek Minter wist met een dergelijke Honda RC 162 de nieuwe RC 163 te verslaan tijdens de TT van Man.

Dat een Honda de 250cc-race zou winnen was van tevoren wel zeker, maar Honda had niet verwacht dat dat een privérijder zou zijn. Derek Minter had via de Britse importeur een 1961-Honda RC 162 te leen gekregen en won met twee minuten voorsprong op fabrieksrijder Jim Redman. Tom Phillis werd derde. Honda was niet gelukkig met de overwinning van Minter, ook al omdat Mike Hailwood in het seizoen 1961 met een gekochte RC 162 zelfs wereldkampioen was geworden. Hailwood was contractueel gebonden aan MV Agusta en mocht niet met een Honda rijden. Daarom kwam hij met een Benelli 250 Bialbero aan de start, maar hij viel uit. 
Dutch TT, Assen
In de 250cc-race finishten de Honda's van Jim Redman en Bob McIntyre vlak na elkaar, maar ook Tarquinio Provini kon met de Moto Morini 250 Bialbero goed volgen en finishte binnen drie seconden van Redman. Frank Perris scoorde de eerste punten voor de Suzuki RV 62.
GP van België, Spa-Francorchamps
Bob McIntyre won de 250cc-race mede omdat Jim Redman technische problemen kreeg. Dat maakte de strijd om de tweede plaats nog spannend, want Redman bleef teamgenoot Luigi Taveri slechts 0,1 seconde voor.
GP van Duitsland, Solitude
Jim Redman won zijn vierde race in de 250cc-klasse met slechts 0,1 seconde verschil voor Bob McIntyre. Kenjiro Tanaka werd wel derde, maar met bijna anderhalve minuut achterstand. McIntyre had eigenlijk moeten winnen om het WK echt spannend te houden. Hij zou nog 32 punten kunnen scoren, maar moest er door de streepresultaten weer 24 inleveren. Dat kon hem nog op 46 punten brengen, twee meer dan Redman op dit moment had. Die twee punten zou Redman niet meer goed kunnen maken, want zijn tweede plaatsen zouden allemaal weggestreept worden.
Ulster Grand Prix, Dundrod
Tommy Robb trad op als vervanger voor de zwaargewonde Bob McIntyre en reed voor het eerst met de Honda RC 163. Dat belette hem niet om de race te winnen voor zijn teamgenoten Jim Redman en Luigi Taveri. Voor Redman was het ontbreken van McIntyre genoeg om zeker te zijn van de wereldtitel, maar dat was niet officieel. Theoretisch zou McIntyre alle volgende races kunnen winnen en dan exact gelijk komen met Redman: 44 punten, vier overwinningen, twee tweede plaatsen en vier streepresultaten. McIntyre lag echter op sterven en overleed op 15 augustus. Redman werd door de dood van Rob McIntyre vier dagen na de Ulster Grand Prix wereldkampioen.
GP van de DDR, Sachsenring
Mike Hailwood kreeg voor de gelegenheid een fabrieks-MZ RE 250 en dat werkte opmerkelijk goed: hij finishte slechts 0,3 seconde achter winnaar Jim Redman (Honda RC 163) en ruim een minuut voor de officiële MZ-fabrieksrijder Werner Musiol. Nikolaj Sevast'ânov werd met de Russische CKEB S-259 vijfde.
Nations GP, Monza
Jim Redman, die al wereldkampioen was, won zijn zesde 250cc-race, maar hij werd op 0,8 seconde gevolgd door Tarquinio Provini, die pas voor de tweede keer aan de start kwam met de eencilinder-Moto Morini 250 Bialbero en voor de tweede keer op het podium eindigde. Aermacchi-rijder Alberto Pagani kreeg voor de gelegenheid een Honda RC 163 en werd daar derde mee.
GP van Argentinië, Buenos Aires
Het ontbreken van de topteams gaf Arthur Wheeler de kans om de tweede Grand Prix van zijn lange carrière te winnen. Hij brak daarbij ook een record: met 46 jaar en 70 dagen was hij nu de oudste GP-winnaar. Hij deed het met een zeer verouderde 
Moto Guzzi 250 Bialbero, die al zeven jaar niet meer gemaakt werd. 2,4 seconde achter Wheeler finishte Umberto Masetti, die naar Chili was geëmigreerd en van Moto Morini het verzoek kreeg om een Moto Morini 250 Bialbero in te zetten. Derde werd Raúl Kaiser met een NSU Sportmax op een ronde achterstand.

### Uitslagen 250cc-klasse
|    | Datum       | Race              | Circuit           | 1e             | 2e                | 3e                | Snelste ronde              |
| -- | ----------- | ----------------- | ----------------- | -------------- | ----------------- | ----------------- | -------------------------- |
| 1  | 6 mei.      | GP van Spanje     | Montjuïc          | Jim Redman     | Bob McIntyre      | Tom Phillis       | Tom Phillis                |
| 2  | 13 mei.     | GP van Frankrijk  | Clermont-Ferrand  | Jim Redman     | Bob McIntyre      | Tom Phillis       | Tom Phillis                |
| 3  | 4 juni      | Isle of Man TT    | Mountain Course   | Derek Minter   | Jim Redman        | Tom Phillis       | Bob McIntyre               |
| 4  | 30 juni     | Dutch TT          | Assen             | Jim Redman     | Bob McIntyre      | Tarquinio Provini | Tarquinio Provini          |
| 5  | 8 juli      | GP van België     | Spa-Francorchamps | Bob McIntyre   | Jim Redman        | Luigi Taveri      | Bob McIntyre               |
| 6  | 15 juli.    | GP van Duitsland  | Solitudering      | Jim Redman     | Bob McIntyre      | Kenjiro Tanaka    | Jim Redman en Bob McIntyre |
| 7  | 11 augustus | Ulster Grand Prix | Dundrod           | Tommy Robb     | Jim Redman        | Luigi Taveri      | Luigi Taveri               |
| 8  | 19 augustus | GP van de DDR     | Sachsenring       | Jim Redman     | Mike Hailwood     | Werner Musiol     | Mike Hailwood              |
| 9  | 9 september | GP des Nations    | Monza             | Jim Redman     | Tarquinio Provini | Alberto Pagani    | Jim Redman                 |
| 10 | 14 oktober  | GP van Argentinië | Buenos Aires      | Arthur Wheeler | Umberto Masetti   | Raúl Kaiser       | Arthur Wheeler             |

### Eindstand 250cc-klasse
| Pos. | Coureur           | Motorfiets        | Ptn.    |
| ---- | ----------------- | ----------------- | ------- |
| 1    | Jim Redman        | Honda             | 48 (66) |
| 2    | Bob McIntyre (†)  | Honda             | 32      |
| 3    | Arthur Wheeler    | Moto Guzzi        | 19      |
| 4    | Tom Phillis (†)   | Honda             | 12      |
| 5    | Tarquinio Provini | Morini            | 10      |
| 6    | Derek Minter      | Honda             | 8       |
| 6    | Tommy Robb        | Honda             | 8       |
| 8    | Luigi Taveri      | Honda             | 8       |
| 9    | Alberto Pagani    | Aermacchi / Honda | 8       |
| 10   | Dan Shorey        | Bultaco           | 8       |
| 11   | Mike Hailwood     | Benelli / MZ      | 6       |
| 11   | Umberto Masetti   | Morini            | 6       |
| 13   | Günter Beer       | Adler             | 6       |
| 13   | Moto Kitano       | Honda             | 6       |
| 15   | Kenjiro Tanaka    | Honda             | 4       |
| 15   | Werner Musiol     | MZ                | 4       |
| 15   | Raúl Kaiser       | NSU               | 4       |

| Pos. | Coureur              | Motorfiets | Ptn. |
| ---- | -------------------- | ---------- | ---- |
| 18   | Cas Swart            | Honda      | 3    |
| 18   | Jorge Terengo        | Ducati     | 3    |
| 20   | Jean-Pierre Beltoise | Morini     | 2    |
| 20   | Frank Perris         | Suzuki     | 2    |
| 20   | Campbell Donaghy     | Ducati     | 2    |
| 20   | Nikolaj Sevast'ânov  | CKEB       | 2    |
| 20   | Gilberto Milani      | Aermacchi  | 2    |
| 20   | Carlos Marfetan      | Parilla    | 2    |
| 26   | Marcel Toussaint     | Benelli    | 1    |
| 26   | Benjamin Savoye      | Mondial    | 1    |
| 26   | Pierrot Vervroegen   | Aermacchi  | 1    |
| 26   | Michael Schneider    | NSU        | 1    |
| 26   | Stuart Graham        | Aermacchi  | 1    |
| 26   | Paolo Campanelli     | Benelli    | 1    |
| 26   | Enrique Dietrich     | Aermacchi  | 1    |

(Punten tussen haakjes zijn inclusief streepresultaten)

### Constructeurstitel 250cc-klasse
| Pos. | Constructeur | Ptn.    |
| ---- | ------------ | ------- |
| 1    | Honda        | 60 (96) |
| 2    | Moto Guzzi   | 19      |
| 3    | Morini       | 18      |
| 4    | Aermacchi    | 9       |
| 5    | Bultaco      | 8       |
| 6    | MZ           | 6       |
| 7    | NSU          | 5       |
| 8    | Ducati       | 5       |
| 9    | Adler        | 3       |
| 10   | Suzuki       | 2       |
| 10   | CKEB         | 2       |
| 10   | Parilla      | 2       |
| 13   | Benelli      | 2       |
| 14   | Mondial      | 1       |

(Punten tussen haakjes zijn inclusief streepresultaten)

## 125cc-klasse

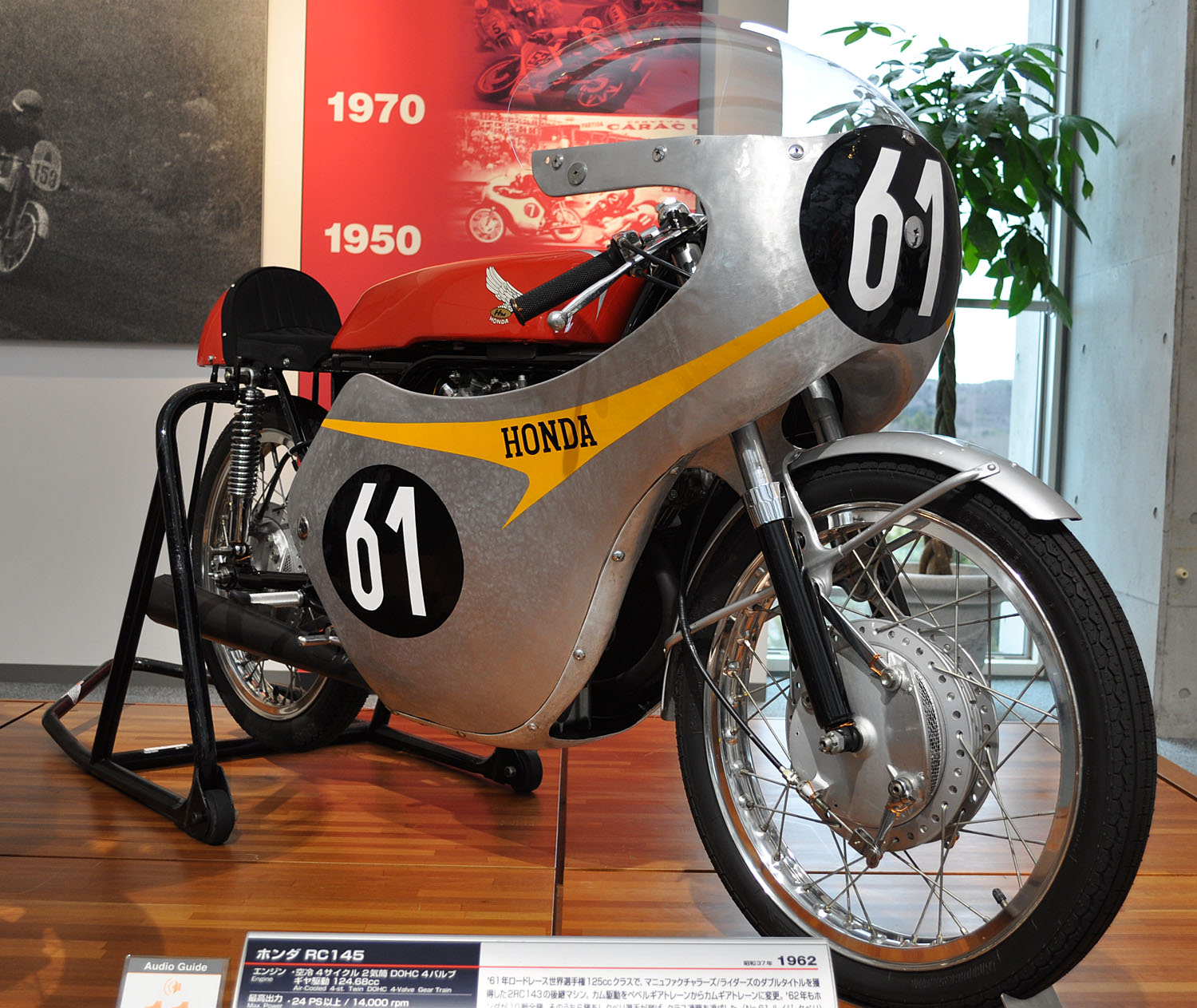
125cc-Honda RC 145

In de 125cc-klasse was er in 1962 geen kruit gewassen tegen de snelle Honda RC 145's van Luigi Taveri, Jim Redman, Tommy Robb, Teisuke Tanaka en Kunimitsu Takahashi. Alleen Hugh Anderson mocht met de Suzuki RT 62 winnen in Argentinië, omdat het Honda-team daar niet aan de start kwam. Takahashi won de eerste twee GP's, maar vanaf de Ultra-Lightweight TT nam Taveri het van hem over. Die wedstrijd reed hij met een gemiddelde van meer dan 90 mph (145 km/h). Aan het einde van het seizoen waren voor het eerst in de geschiedenis van het wereldkampioenschap de eerste vier plaatsen bezet door één merk: Luigi Taveri, Jim Redman, Tommy Robb en Kunimitsu Takahashi met hun Honda's. 
GP van Spanje, Montjuïc
In de 125cc-race waren de Honda RC 145's overtuigend de snelsten. Kunimitsu Takahashi won voor Jim Redman en Luigi Taveri. Alleen Mike Hailwood finishte met zijn EMC in dezelfde minuut. De Suzuki RT 62's van Hugh Anderson en Frank Perris vielen uit.
GP van Frankrijk, Clermont-Ferrand
Opnieuw won Kunimitsu Takahashi de 125cc-race en werd Jim Redman tweede. Tommy Robb en Luigi Taveri finishten nog binnen de minuut, maar Ernst Degner bracht zijn Suzuki RT 62 pas 3½ minuut na de winnaar binnen.
Isle of Man TT, Mountain Course
In de 125cc-race wist Mike Hailwood met zijn tweetakt-EMC goed partij te geven. Hij reed aanvankelijk 20 seconden achter Luigi Taveri met vier andere Honda's achter hem. Taveri reed de eerste 125cc-ronde met meer dan 90 mijl per uur gemiddeld (90.13 mph), terwijl Hailwood bij Glen Helen stilviel. Zo werd Tommy Robb tweede en Tom Phillis derde. Met vijf Honda's in de top vijf was het toch geen feest bij Honda, want Kunimitsu Takahashi raakte bij een val zo ernstig gewond dat hij voorlopig niet meer met motorfietsen zou racen.
Dutch TT, Assen
Zonder de ernstig geblesseerde Kunimitsu Takahashi ging de strijd om de leiding in het wereldkampioenschap tussen Luigi Taveri en Jim Redman. Taveri won de strijd met slechts 0,2 seconde voorsprong. Tommy Robb werd derde, maar werd binnen een seconde gevolgd door de Suzuki RT 62D(egner) van Ernst Degner en ook Mike Hailwood gaf niet veel toe met zijn EMC.
GP van België, Spa-Francorchamps
De strijd in de 125cc-race ging alleen tussen de teamgenoten Jim Redman en Luigi Taveri. Die laatste wist Redman op de streep met slechts 0,2 seconde verschil te verslaan. Paddy Driver wist met zijn EMC Mike Hailwood net voor te blijven, maar verloor ruim 2½ minuut op de Honda RC 145's.
GP van Duitsland, Solitude
Met zijn overwinning in de 125cc-race deed Luigi Taveri goede zaken, temeer omdat zijn grootste concurrent Jim Redman niet scoorde. Tommy Robb klom door zijn derde plaats naar dezelfde positie in de WK-stand, ten koste van Kunimitsu Takahashi, die het seizoen niet afmaakte. Redman kon theoretisch nog wereldkampioen worden door alle vijf volgende races te winnen.
Ulster Grand Prix, Dundrod
De 125cc-race opende de Ulster Grand Prix en was echt spannend: Luigi Taveri, Tommy Robb en Jim Redman reden hun Honda RC 145's binnen 0,2 seconde over de finish en een finishfoto wees Taveri als winnaar aan. Daarmee was die zeker van de wereldtitel, zelfs als Redman alle overige races zou winnen. Hij kon dan qua punten op gelijke hoogte komen, maar met minder overwinningen.
GP van de DDR, Sachsenring
Luigi Taveri was al wereldkampioen, maar dat belette hem niet een hevige strijd te leveren met teamgenoot Jim Redman. Ze finishten vrijwel tegelijk, maar dat deed ook Hans Fischer met zijn MZ RE 125. Hij kwam slechts 0,7 seconde tekort op Taveri.
Nations GP, Monza
De 125cc-race eindigde in een eindsprint tussen vier Honda-rijders en werd beslist door een finishfoto. Teisuke Tanaka werd tot winnaar uitgeroepen, Luigi Taveri werd tweede en Tommy Robb werd derde. Jim Redman finishte binnen dezelfde seconde. Alberto Pagani werd als gastrijder met de Honda RC 145 vijfde, vlak voor Paddy Driver (EMC).
GP van Finland, Tampere
Mike Hailwood kreeg de kans een MZ RE 125 in te zetten in Finland, maar in de training raakte hij geblesseerd waardoor hij niet kon starten. Jim Redman won voor Luigi Taveri en Alan Shepherd, die zijn MZ wel naar de finish bracht, vlak voor fabrieksrijder Hans Fischer.

### Uitslagen 125cc-klasse
|    | Datum        | Race              | Circuit           | 1e                  | 2e            | 3e            | Snelste ronde       |
| -- | ------------ | ----------------- | ----------------- | ------------------- | ------------- | ------------- | ------------------- |
| 1  | 6 mei.       | GP van Spanje     | Montjuïc          | Kunimitsu Takahashi | Jim Redman    | Luigi Taveri  | Luigi Taveri        |
| 2  | 13 mei.      | GP van Frankrijk  | Clermont-Ferrand  | Kunimitsu Takahashi | Jim Redman    | Tommy Robb    | Kunimitsu Takahashi |
| 3  | 6 juni       | Isle of Man TT    | Mountain Course   | Luigi Taveri        | Tommy Robb    | Tom Phillis   | Luigi Taveri        |
| 4  | 30 juni      | Dutch TT          | Assen             | Luigi Taveri        | Jim Redman    | Tommy Robb    | Luigi Taveri        |
| 5  | 8 juli       | GP van België     | Spa-Francorchamps | Luigi Taveri        | Jim Redman    | Paddy Driver  | Luigi Taveri        |
| 6  | 15 juli.     | GP van Duitsland  | Solitudering      | Luigi Taveri        | Tommy Robb    | Mike Hailwood | Luigi Taveri        |
| 7  | 11 augustus  | Ulster Grand Prix | Dundrod           | Luigi Taveri        | Tommy Robb    | Jim Redman    | Tommy Robb          |
| 8  | 19 augustus  | GP van de DDR     | Sachsenring       | Luigi Taveri        | Jim Redman    | Hans Fischer  | Luigi Taveri        |
| 9  | 9 september  | GP des Nations    | Monza             | Teisuke Tanaka      | Luigi Taveri  | Tommy Robb    | Luigi Taveri        |
| 10 | 23 september | GP van Finland    | Tampere           | Jim Redman          | Luigi Taveri  | Alan Shepherd | Alan Shepherd       |
| 11 | 14 oktober   | GP van Argentinië | Buenos Aires      | Hugh Anderson       | Raúl Kissling | Mitsuo Itoh   | Hugh Anderson       |

### Eindstand 125cc-klasse
| Pos. | Coureur             | Motorfiets | Ptn.    |
| ---- | ------------------- | ---------- | ------- |
| 1    | Luigi Taveri        | Honda      | 48 (67) |
| 2    | Jim Redman          | Honda      | 38 (47) |
| 3    | Tommy Robb          | Honda      | 30 (33) |
| 4    | Kunimitsu Takahashi | Honda      | 16      |
| 5    | Mike Hailwood       | EMC        | 12      |
| 6    | Teisuke Tanaka      | Honda      | 11      |
| 7    | Hugh Anderson       | Suzuki     | 11      |
| 8    | Hans Fischer        | MZ         | 7       |
| 9    | Raúl Kissling       | DKW        | 6       |
| 10   | Paddy Driver        | EMC        | 6       |
| 11   | Ernst Degner        | Suzuki     | 5       |
| 12   | Rex Avery           | EMC        | 5       |
| 13   | Tom Phillis (†)     | Honda      | 4       |
| 13   | Alan Shepherd       | MZ         | 4       |
| 13   | Mitsuo Itoh         | Suzuki     | 4       |

| Pos. | Coureur           | Motorfiets | Ptn. |
| ---- | ----------------- | ---------- | ---- |
| 16   | Derek Minter      | Honda      | 3    |
| 16   | Bob McIntyre (†)  | Honda      | 3    |
| 16   | Limburg Moreira   | Bultaco    | 3    |
| 19   | John Grace        | Bultaco    | 2    |
| 19   | Klaus Enderlein   | MZ         | 2    |
| 19   | Alberto Pagani    | Honda      | 2    |
| 19   | Frank Perris      | Suzuki     | 2    |
| 19   | Marzillo Chizzini | Bultaco    | 2    |
| 24   | Francesco Villa   | Mondial    | 1    |
| 24   | Jorge Kissling    | Bultaco    | 1    |
| 24   | Stanislav Malina  | ČZ         | 1    |
| 24   | Giuseppe Visenzi  | Ducati     | 1    |
| 24   | Werner Musiol     | MZ         | 1    |
| 24   | Jukka Petäjä      | MZ         | 1    |
| 24   | Pedro Rosenthal   | Tohatsu    | 1    |

(Punten tussen haakjes zijn inclusief streepresultaten)

### Constructeurstitel 125cc-klasse
| Pos. | Constructeur | Ptn.    |
| ---- | ------------ | ------- |
| 1    | Honda        | 48 (88) |
| 2    | Suzuki       | 18      |
| 3    | EMC          | 15 (16) |
| 4    | MZ           | 9       |
| 5    | DKW          | 6       |
| 6    | Bultaco      | 5       |
| 7    | Mondial      | 1       |
| 7    | ČZ           |         |
| 7    | Ducati       |         |
| 7    | Tohatsu      |         |

(Punten tussen haakjes zijn inclusief streepresultaten)

## 50cc-klasse

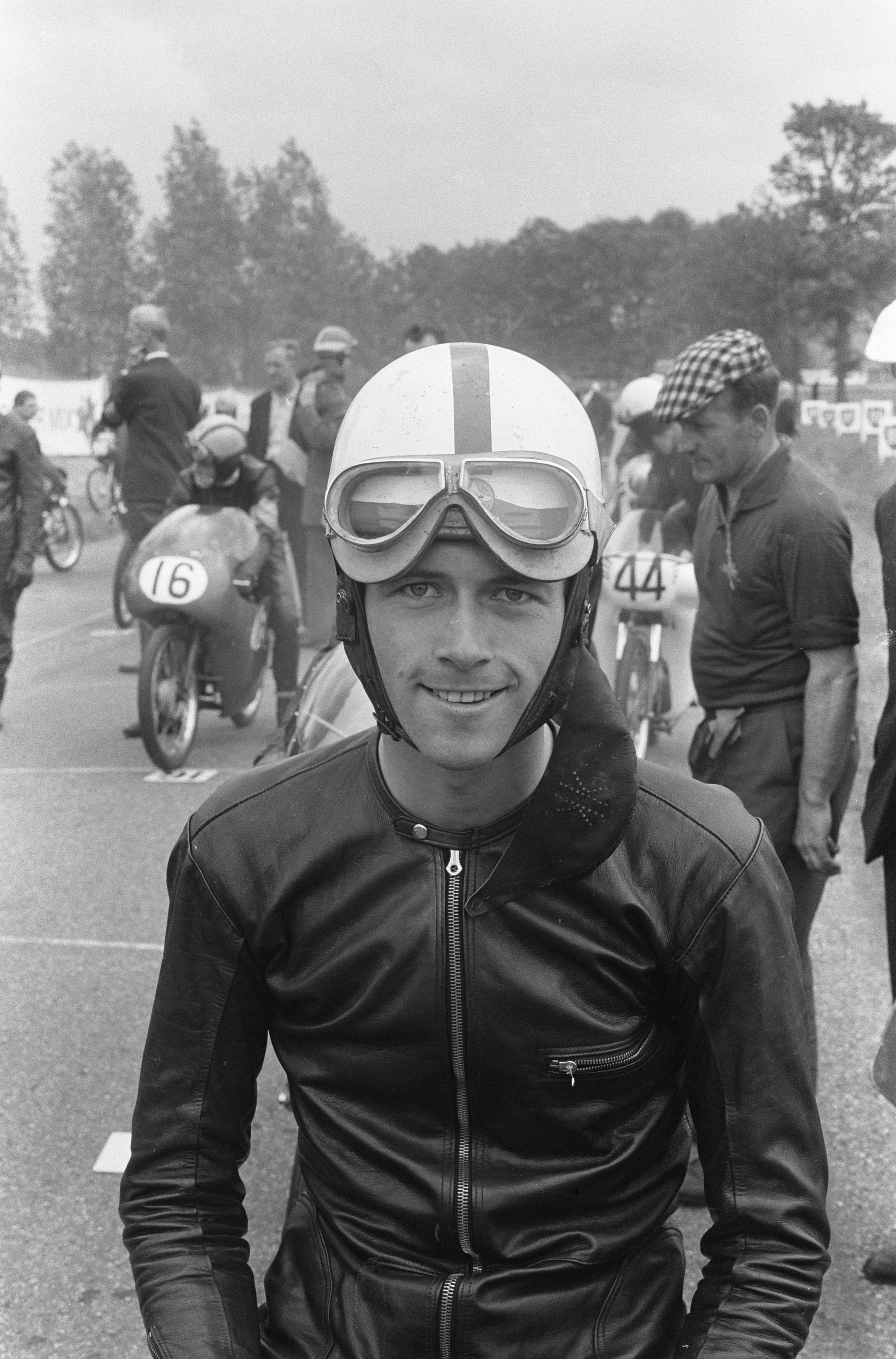
Jan Huberts was in 1962 de eerste Nederlandse Grand Prix-winnaar

In 1962 werd de 50cc-klasse in het wereldkampioenschap geïntroduceerd. Honda kwam aan de start met de RC 110 fabrieksracer en de CR 110 productieracer. Kreidler had dankzij de ontwikkelingen van 1961 al een technische voorsprong. Hoewel de voormalige "grootheden" Italië en Groot-Brittannië nogal neerkeken op de nieuwe klasse, kreeg ze van de FIM meteen tien wedstrijden. De Suzuki RM 62 kwam in Spanje en Frankrijk nog niet uit de verf, maar daarna won Ernst Degner vier wedstrijden op rij. Bij de 50 cc TT op Man hadden de Kreidler-coureurs het nadeel dat ze het circuit niet kenden, maar Luigi Taveri, Tommy Robb en Ernst Degner kenden het 60 km lange circuit redelijk. Suzuki, dat nu gebruik kon maken van Degner's kennis van de MZ-tweetakten won hier voor het eerst met de nieuwe RM 62 en Degner zelf won de TT vóór de Honda's van Taveri en Robb. Honda en Kreidler hadden nu beide een probleem: Honda had alles uit de kast getrokken maar steeds was een tweetaktmachine van de concurrentie sneller gebleken. Hij tij zou ook nog niet keren in 1962. Degner won in België en Duitsland, maar blesseerde zich in de 125cc-race in Ulster zodanig, dat hij de DDR en Monza moest laten schieten. Huberts won met zijn Kreidler in de DDR en Anscheidt won in Monza waar zijn machine voor het eerst was voorzien van een telescoopvork. Huberts lag aanvankelijk aan de leiding, maar viel terug naar de derde plaats door een gebroken zuigerveer. In Finland vielen veel tweetakten terug toen het begon te regenen en hun ontsteking nat werd, waardoor Taveri de enige overwinning voor de Honda-viertakt kon binnenhalen met zijn teamgenoot Tommy Robb op de tweede plaats. Anscheidt werd derde. Suzuki en Kreidler waren nu gedwongen het wereldkampioenschap te beslissen in Argentinië, waar ze liever niet naartoe waren gereisd. Daardoor gaf de 50cc-klasse nog wat kleur aan deze uitgeklede wedstrijd, want zowel Honda als MV Agusta hadden niet de moeite genomen om naar Zuid-Amerika te reizen. Hans Georg Anscheidt maakte met zijn Kreidler nog kans op de titel. Suzuki verscheen daar al met de voorganger van de RM 63, maar die werd aan Hugh Anderson gegeven. Die was er bijzonder snel mee, maar toen bleek dat Degner niet voorbij Anscheidt kon komen kreeg Anderson de opdracht zich te laten terugzakken en Degner in zijn slipstream mee te nemen. Die opzet slaagde en Anderson won vóór Degner en Anscheidt. Ernst Degner werd daardoor de eerste wereldkampioen in de 50cc-klasse. 
GP van Spanje, Montjuïc
In de openingsrace in Spanje was de spanning groot, omdat niemand nog wist hoe de verhoudingen zouden liggen. Er gingen geruchten over een machine van Tohatsu, een 50cc-MZ, een Tomos, een Derbi en een viertakt-Mondial met bovenliggende nokkenassen. Die Mondial nam aanvankelijk ook de leiding, maar werd afgelost door een Honda. Daarna nam Wolfgang Gedlich (Kreidler) de leiding en na hem José Maria Busquets met een tamelijk eenvoudige Derbi-tweetakt. Uiteindelijk stonden drie merken op het podium: Hans Georg Anscheidt (Kreidler) was eerste, José Maria Busquets (Derbi) tweede en Luigi Taveri (Honda) derde. De Suzuki RM 62 kwam nog niet uit de verf: Michio Ichino, Mitsuo Itoh, Ernst Degner en Seiichi Suzuki scoorden geen punten.
GP van Frankrijk, Clermont-Ferrand
Voor de Franse Grand Prix hadden de Honda-technici een hele lijst met nieuwe onderdelen besteld: cilinders, zuigers en cilinderkoppen en daarmee leek hen de overwinning niet te kunnen ontgaan. Kunimitsu Takahashi ging aan de leiding maar moest wachten op Luigi Taveri, die immers in Spanje al punten had gescoord. Dat was een fout, want de Nederlander Jan Huberts, die nu eindelijk de twaalf versnellingen van zijn Kreidler onder de knie had, kon een gat van 26 seconden dicht rijden en op het heuvelachtige deel van het circuit juist dankzij dat grote aantal versnellingen de leiding nemen en winnen. Hij werd daardoor de eerste Nederlander die een Grand Prix won. Honda liet echter meteen zien hoe snel men in Japan in staat was nieuwe ontwikkelingen door te voeren. Meteen na de overwinning van Huberts belde men naar Japan om ook versnellingsbakken met acht tot tien versnellingen te bestellen en die werden prompt, nog vóór de volgende Grand Prix, overgevlogen. Suzuki kon absoluut niet meekomen, maar opmerkelijk was dat Seiichi Suzuzki en Mitsuo Itoh nog voor Ernst Degner over de finish kwamen. Degner was de technische man bij Suzuki omdat hij de MZ-tweetakttechniek met roterende inlaat en expansiepijp bij zijn vlucht uit de DDR had gestolen.
Isle of Man TT, Mountain Course
De Britten stonden wat sceptisch tegenover de 50cc-klasse. Het was al moeilijk genoeg geweest om de 125cc-klasse op Man en in de Ulster Grand Prix van de grond te krijgen en met nog kleinere motorfietsjes zou dat niet makkelijker zijn. Toch stonden er niet minder dan 33 machines aan de start, waaronder de eerste vrouwelijke soloracer Beryl Swain. De eerste GP's (Spanje en Frankrijk) waren een prooi voor Kreidler (Hans Georg Anscheidt en Jan Huberts) geweest, waarbij Luigi Taveri met de Honda RC 110 ook veel punten had gescoord. De Suzuki RM 62 was er nog helemaal niet aan te pas gekomen. In de TT van Man werd dat anders: Ernst Degner won met de Suzuki met een recordronde van 75,52 mijl per uur en een gemiddelde van 75,12 mijl per uur. Dat had hem in de 125cc-race op de dertiende plaats gebracht. Luigi Taveri werd tweede voor zijn teamgenoot Tommy Robb. Ook Mitsuo Itoh en Michio Ichino reden hun Suzuki's in de punten. De twee ronden waren wat teleurstellend voor het publiek en in de TT van 1963 zouden dat drie ronden worden.
Dutch TT, Assen
Kreidler had een dilemma. Hans Georg Anscheidt was eigenlijk eerste rijder, maar Jan Huberts had al een overwinning op zak én reed een thuisrace. Er was maar één echt snelle machine en die ging uiteindelijk naar Anscheidt. Ernst Degner (Suzuki) won met acht seconden voorsprong op Huberts, die door zijn circuitkennis de snellere machine van Anscheidt voor wist te blijven. Voor Kreidler was het de vraag of Huberts met de snelste machine misschien wel gewonnen had. De WK-stand bleef in elk geval spannend, met Degner, Anscheidt, Huberts en Luigi Taveri (Honda) vlak bij elkaar.
GP van België, Spa-Francorchamps
Na een moeilijke seizoenstart won Ernst Degner zijn derde Grand Prix op rij. Alleen Hans Georg Anscheidt kon nog enigszins tegenstand bieden, maar hij moest Degner laten gaan.
GP van Duitsland, Solitude
Met zijn vierde overwinning op rij was Ernst Degner nu bijna zeker van de wereldtitel. Hans Georg Anscheidt zou nog vier races moeten winnen. Als hij dat deed zou Degner zich niet meer kunnen verdedigen: zijn tweede plaatsen zouden deels weggestreept moeten worden. Ook Luigi Taveri en Jan Huberts konden theoretisch nog wereldkampioen worden.
GP van de DDR, Sachsenring
WK-leider Ernst Degner kon niet deelnemen aan de Grand Prix in het land dat hij in 1961 ontvlucht was, maar nu zijn grootste tegenstander Hans Georg Anscheidt ook niet scoorde bleef de schade beperkt. Jan Huberts won de race met zijn Kreidler RS voor Mitsuo Itoh en Hugh Anderson (beiden met een Suzuki RM 62).
Nations GP, Monza
Ernst Degner was geblesseerd geraakt tijdens de Ulster Grand Prix. Dat hij de Oost-Duitse Grand Prix zou missen was ingecalculeerd, daar kon hij als politiek vluchteling niet naartoe. Maar nu miste hij ook de Grand Prix des Nations. Hans Georg Anscheidt profiteerde optimaal door de race te winnen en nam daardoor de leiding in de WK-stand over van Degner. Mitsuo Itoh werd tweede en Jan Huberts werd derde. Hij had aan de leiding gereden, maar viel terug door een gebroken zuigerveer.
GP van Finland, Tampere
Ernst Degner, die door een blessure twee races had gemist, kwam naar Finland met drie punten achterstand op Hans Georg Anscheidt. Die laatste kon niet meer de volle punten scoren, want hij moest resultaten weg beginnen te strepen. Daar had Degner geen last van. Het was echter de eerste keer dat de Honda RC 111's de toon aangaven. Luigi Taveri won voor Tommy Robb. Anscheidt werd weliswaar derde, maar van de vier punten die hij daarmee verdiende werden er drie weggestreept. Degner werd vierde en liep daardoor feitelijk in op Anscheidt. De strijd om de wereldtitel zou dus in de GP van Argentinië beslist worden.
GP van Argentinië, Buenos Aires
De opdracht voor het team van Suzuki was duidelijk: Ernst Degner moest één punt meer scoren dan Hans Georg Anscheidt. Daarmee zou hij qua punten op gelijke hoogte komen, maar met meer overwinningen. Dat lukte met moeite. Anderson kreeg de voorloper van de nieuwe Suzuki RM 63, die inderdaad sneller was dan de RM 62. Anderson reed ruim aan de leiding, maar toen bleek dat Degner niet voorbij Anscheidt kon komen kreeg Anderson opdracht om zich terug te laten zakken en Degner in zijn slipstream mee te slepen.

### Uitslagen 50cc-klasse

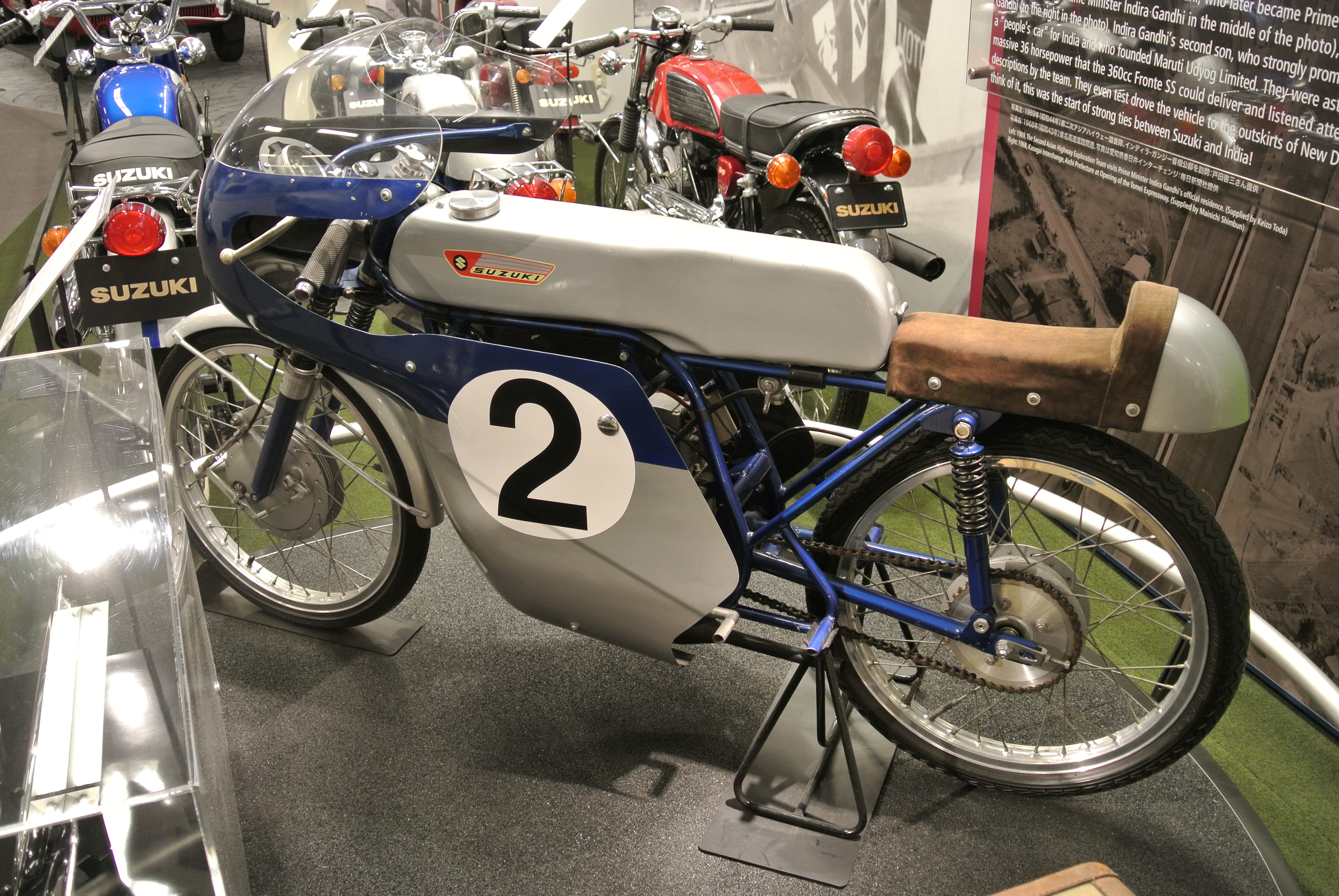
Suzuki RM 62

|    | Datum        | Race              | Circuit           | 1e                   | 2e                   | 3e                   | Snelste ronde        |
| -- | ------------ | ----------------- | ----------------- | -------------------- | -------------------- | -------------------- | -------------------- |
| 1  | 6 mei.       | GP van Spanje     | Montjuïc          | Hans Georg Anscheidt | José Maria Busquets  | Luigi Taveri         | Hans Georg Anscheidt |
| 2  | 13 mei.      | GP van Frankrijk  | Clermont-Ferrand  | Jan Huberts          | Kunimitsu Takahashi  | Luigi Taveri         | Jan Huberts          |
| 3  | 4 juni       | Isle of Man TT    | Mountain Course   | Ernst Degner         | Luigi Taveri         | Tommy Robb           | Ernst Degner         |
| 4  | 30 juni      | Dutch TT          | Assen             | Ernst Degner         | Jan Huberts          | Hans Georg Anscheidt | Jan Huberts          |
| 5  | 8 juli       | GP van België     | Spa-Francorchamps | Ernst Degner         | Hans Georg Anscheidt | Luigi Taveri         | Ernst Degner         |
| 6  | 15 juli.     | GP van Duitsland  | Solitudering      | Ernst Degner         | Hans Georg Anscheidt | Mitsuo Itoh          | Ernst Degner         |
| 7  | 19 augustus  | GP van de DDR     | Sachsenring       | Jan Huberts          | Mitsuo Itoh          | Hugh Anderson        | Jan Huberts          |
| 8  | 9 september  | GP des Nations    | Monza             | Hans Georg Anscheidt | Mitsuo Itoh          | Jan Huberts          | Hans Georg Anscheidt |
| 9  | 23 september | GP van Finland    | Tampere           | Luigi Taveri         | Tommy Robb           | Hans Georg Anscheidt | Luigi Taveri         |
| 10 | 14 oktober   | GP van Argentinië | Buenos Aires      | Hugh Anderson        | Ernst Degner         | Hans Georg Anscheidt | onbekend             |

### Eindstand 50cc-klasse
| Pos. | Coureur              | Motorfiets | Ptn.    |
| ---- | -------------------- | ---------- | ------- |
| 1    | Ernst Degner         | Suzuki     | 41      |
| 2    | Hans Georg Anscheidt | Kreidler   | 36 (43) |
| 3    | Luigi Taveri         | Honda      | 29 (33) |
| 4    | Jan Huberts          | Kreidler   | 29      |
| 5    | Mitsuo Itoh          | Suzuki     | 23 (24) |
| 6    | Tommy Robb           | Honda      | 17      |
| 7    | Hugh Anderson        | Suzuki     | 16      |
| 8    | Seichi Suzuki        | Suzuki     | 10      |

| Pos. | Coureur             | Motorfiets | Ptn. |
| ---- | ------------------- | ---------- | ---- |
| 9    | Kunimitsu Takahashi | Honda      | 7    |
| 10   | José Maria Busquets | Derbi      | 6    |
| 11   | Wolfgang Gedlich    | Kreidler   | 6    |
| 12   | Isao Morishita      | Suzuki     | 2    |
| 12   | Teisuke Tanaka      | Honda      | 2    |
| 14   | Michio Ichino       | Suzuki     | 2    |
| 15   | Dan Shorey          | Kreidler   | 1    |
| 15   | Günter Beer         | Kreidler   | 1    |

(Punten tussen haakjes zijn inclusief streepresultaten)

### Constructeurstitel 50cc-klasse
| Pos. | Constructeur | Ptn.    |
| ---- | ------------ | ------- |
| 1    | Suzuki       | 46 (57) |
| 2    | Kreidler     | 44 (61) |
| 3    | Honda        | 32 (36) |
| 4    | Derbi        | 6       |

(Punten tussen haakjes zijn inclusief streepresultaten)

## Zijspanklasse
Max Deubel en Emil Hörner wonnen in 1962 drie van de zes wedstrijden in de zijspanklasse en werden wereldkampioen met hun BMW. Hoewel de BMW's nog steeds oppermachtig waren, werd de steun van de fabriek allengs minder. De coureurs moesten zelf hard werken om de snelste BMW te hebben. Florian Camathias wist Helmut Fath te overtuigen om een zijspancombinatie te preparen. Zijn bakkenist was aanvankelijk Horst Burkhardt, maar die moest zijn carrière definitief beëindigen toen hij tijdens de Sidecar TT uit het zijspan viel. Camathias maakte het seizoen af met de Brit Harry Winter en ze werden tweede in het kampioenschap. Opmerkelijk was de zesde plaats in het kampioenschap van de Zwitser Claude Lambert. Hij had in 1961 zijn vrouw Marie verloren toen ze tijdens de Sidecar TT gecrasht waren. In 1962 startte hij met Alfred Herzig als bakkenist.
GP van Spanje, Montjuïc
Florian Camathias leidde de zijspanrace tot de vijftiende ronde. Toen viel hij terug door remproblemen en moest hij de overwinning aan Max Deubel laten.
GP van Frankrijk, Clermont-Ferrand
In de trainingen verscheen Fritz Scheidegger met een extreem laag chassis dat was ontwikkeld door Rudi Kurth. In de race - waarin hij geen punten scoorde - trad hij echter aan met zijn gewone, door Otto Kölle gebouwde zijspancombinatie. Max Deubel en Emil Hörner wonnen de race voor Florian Camathias/Horst Burkhardt en Chris Vincent/Eric Bliss.
Isle of Man TT, Mountain Course
Aanvankelijk leek de 23e achtereenvolgende overwinning voor BMW in de maak, met Max Deubel/Emil Hörner en Florian Camathias/Horst Burkhardt comfortabel aan de leiding. In de tweede ronde viel Camathias stil bij Kerrowmoar nadat hij bakkenist Burkhardt verloren was, waardoor Chris Vincent en Eric Bliss met hun BSA opschoven naar de tweede plaats, maar met vier minuten achterstand op Deubel. Die reed de eerste ronde in de Sidecar TT met een gemiddelde boven de 90 mph, maar viel ook uit en zo scoorde BSA zijn eerste TT-overwinning. Otto Kölle werd tweede en het Britse succes werd compleet met de derde plaats van Colin Seeley (Matchless).
Dutch TT, Assen
Florian Camathias reed met zijn nieuwe bakkenist Harry Winter de snelste ronde, maar viel terug om ten slotte met een ronde achterstand als zevende geklasseerd te worden. Nu wonnen Fritz Scheidegger/John Robinson, maar zij vormden in het wereldkampioenschap geen bedreiging voor Max Deubel/Emil Hörner, die tweede werden voor Scheideggers tuner Otto Kölle met Dieter Hess in het zijspan.
GP van België, Spa-Francorchamps
Voor het eerst sinds 27 juni 1959 won Florian Camathias weer eens een Grand Prix, ruim voor Fritz Scheidegger en Max Deubel. Deubel behield de eerste plaats in het WK, maar Camathias klom van de vierde naar de tweede plaats.
GP van Duitsland, Solitude
Als Florian Camathias in Duitsland zou winnen zou hij wereldkampioen worden, want een eventuele tweede plaats van Max Deubel zou als streepresultaat verdwijnen. Zo ver liet Deubel het echter niet komen. Hij won met een ruime voorsprong op Camathias en werd wereldkampioen. Fritz Scheidegger werd derde en passeerde daardoor Otto Kölle in de WK-eindstand.

### Uitslagen zijspanklasse
|   | Datum    | Race             | Circuit           | 1e                                | 2e                                  | 3e                                | Snelste ronde                       |
| - | -------- | ---------------- | ----------------- | --------------------------------- | ----------------------------------- | --------------------------------- | ----------------------------------- |
| 1 | 6 mei.   | GP van Spanje    | Montjuïc          | Max Deubel / Emil Hörner          | Florian Camathias / Horst Burkhardt | Otto Kölle / Dieter Hess          | Max Deubel / Emil Hörner            |
| 2 | 13 mei.  | GP van Frankrijk | Clermont-Ferrand  | Max Deubel / Emil Hörner          | Florian Camathias / Horst Burkhardt | Chris Vincent / Eric Bliss        | Florian Camathias / Horst Burkhardt |
| 3 | 4 juni   | Isle of Man TT   | Mountain Course   | Chris Vincent / Eric Bliss        | Otto Kölle / Dieter Hess            | Colin Seeley / Wally Rawlings     | Max Deubel / Emil Hörner            |
| 4 | 30 juni  | Dutch TT         | Assen             | Fritz Scheidegger / John Robinson | Max Deubel / Emil Hörner            | Otto Kölle / Dieter Hess          | Florian Camathias / Harry Winter    |
| 5 | 8 juli   | GP van België    | Spa-Francorchamps | Florian Camathias / Harry Winter  | Fritz Scheidegger / John Robinson   | Max Deubel / Emil Hörner          | Florian Camathias / Harry Winter    |
| 6 | 15 juli. | GP van Duitsland | Solitudering      | Max Deubel / Emil Hörner          | Florian Camathias / Harry Winter    | Fritz Scheidegger / John Robinson | Max Deubel / Emil Hörner            |

### Eindstand zijspanklasse
| Pos. | Coureur               | Bakkenist                                | Motorfiets | Ptn.    |
| ---- | --------------------- | ---------------------------------------- | ---------- | ------- |
| 1    | Max Deubel            | Emil Hörner                              | BMW        | 30 (34) |
| 2    | Florian Camathias     | Horst Burkhardt / Harry Winter           | BMW        | 26      |
| 3    | Fritz Scheidegger     | John Robinson                            | BMW        | 18      |
| 4    | Otto Kölle            | Dieter Hess                              | BMW        | 17      |
| 5    | Chris Vincent         | Eric Bliss                               | BSA        | 13      |
| 6    | Claude Lambert        | Alfred Herzig                            | BMW        | 9 (10)  |
| 7    | August Rohsiepe       | Lothar Böttcher                          | BMW        | 7       |
| 8    | Edgar Strub           | Gottfried Rüfenacht                      | BMW        | 5       |
| 9    | Colin Seeley          | Wally Rawlings                           | Matchless  | 4       |
| 10   | Arsenius Butscher     | Heiner Vester                            | BMW        | 3       |
| 11   | Harold Scholes (†)    | Ray Lindsay / Keith Scott                | BMW        | 2       |
| 11   | Heinz Luthringshauser | Horst Knopp                              | BMW        | 2       |
| 13   | Georg Auerbacher      | Eduard Dein / Josef Zach / Mike Robinson | BMW        | 2       |
| 14   | Eric Pickup           | Keith Scott / Ray Lindsay                | BMW        | 1       |

(Punten tussen haakjes zijn inclusief streepresultaten)

### Constructeurstitel zijspanklasse
| Pos. | Constructeur | Ptn.    |
| ---- | ------------ | ------- |
| 1    | BMW          | 32 (46) |
| 2    | BSA          | 13      |
| 3    | Matchless    | 4       |

(Punten tussen haakjes zijn inclusief streepresultaten)

## Voetnoten
1949 · 
1950 · 
1951 · 
1952 · 
1953 · 
1954 · 
1955 · 
1956 · 
1957 · 
1958 · 
1959 · 
1960 · 
1961 · 
1962 · 
1963 · 
1964 · 
1965 · 
1966 · 
1967 · 
1968 · 
1969 · 
1970 · 
1971 · 
1972 · 
1973 · 
1974 · 
1975 · 
1976 · 
1977 · 
1978 · 
1979 · 
1980 · 
1981 · 
1982 ·
1983 · 
1984 · 
1985 · 
1986 · 
1987 · 
1988 · 
1989 · 
1990 · 
1991 · 
1992 · 
1993 · 
1994 · 
1995 · 
1996 · 
1997 · 
1998 · 
1999 · 
2000 · 
2001 · 
2002 · 
2003 · 
2004 · 
2005 · 
2006 · 
2007 · 
2008 · 
2009 · 
2010 · 
2011 · 
2012 · 
2013 · 
2014 · 
2015 · 
2016 · 
2017 · 
2018 · 
2019 · 
2020 · 
2021 · 
2022 · 
2023 · 
2024 · 
2025